# Ferdinand Führer und Roland van Oystern
Ferdinand Führer und Roland van Oystern (* 1982 und * 1984, eigentlich Florian Führer und Roland Peter) sind ein Künstlerduo, das durch die Publikation von Fanzines bekannt wurde.
Ihr erstes gemeinsames Schreibprojekt Das Homestory Magazin erschien im Dezember 2013 als Eigenproduktion der Peter & Führer GbR, auch bekannt unter dem Labelnamen Nebula Fünf Enterprises Int. Im April 2015 veröffentlichte das Independent-Label Audiolith das Heft als Hörbuch. 
Im März 2016 erschien das erste gemeinsame Buch Ein Tag Hagel und immer was zu essen da im Ventil Verlag. Es handelt sich um ein Rumänien-Tagebuch, für das die beiden den Winter 2014/15 in dem siebenbürgischen Dorf Alma Vii verbrachten und Tagebuch über den jeweils anderen führten. Das Buch enthält einen Briefwechsel mit Prinz Charles. Es wurden zwei Fortsetzungen im Abstand von je zwanzig Jahren angekündigt.
Die beiden schreiben u. a. für das Satiremagazin Titanic und spielen gemeinsam in den Rockbands Club Déjà-vu und Die Damen und Herren des Orchesters.

## Werke (Auswahl)

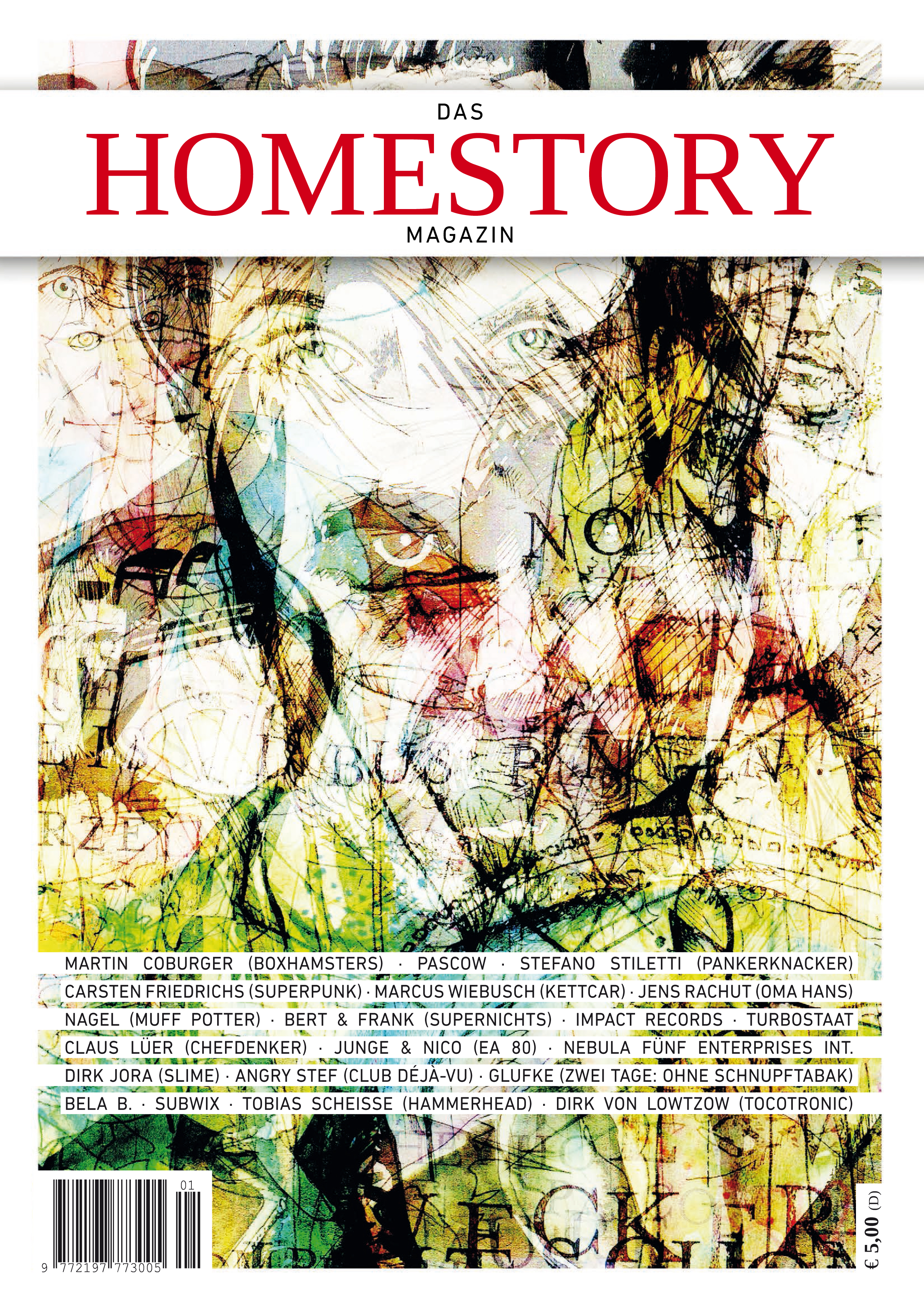
Das Homestory Magazin

### Fanzines
- Das Homestory Magazin, Peter & Führer 2013, ISSN 2197-7739
- Das Homestory Magazin, Audiolith 2015 (Hörbuch)

### Bücher
- Ein Tag Hagel und immer was zu essen da, Ventil 2016, ISBN 978-3-95575-056-5
- Kritik am Mitmensch, 2022 Ventil, 9783955751470

### Hörspiele
- Im Dienst, WDR 2019

### Alben (Musik)
- Club Déjà-vu: Die Farben der Saison, DIY-Label-Kooperation 2015
- Ferdinand Führer & Roland van Oystern: Low Fun, Ventil / Nebula Fünf 2016, ISBN 978-3-95575-059-6
- Die Damen und Herren des Orchesters: Zweihundert Jahre ohne Erfolg, Nebula Fünf / Ventil 2017, ISBN 978-3-95575-076-3

### 6-teilige Mini-Soap
Während der Arbeit am Buch »Ein Tag Hagel und immer was zu essen da« entstand die 6-teilige Mini-Soap »Ronald & Frederick«, welche über das Videoportal YouTube veröffentlicht wurde.
- S01E01 Disco in Mediaș
- S01E02 Es schmeckt nicht
- S01E03 Unternehmungen
- S01E04 Am Tisch
- S01E05 Der Ausbildungsberuf
- S01E06 Das Straußenei

Darüber hinaus wurde eine ursprüngliche Pilotfolge veröffentlicht, in welcher die Charaktere stark von denen der regulären Episoden abweichen.

## Preise
- 2014: Rocco Clein Preis für Musikjournalismus[8]